# Oswald Ouverleaux
Oswald Placide Auguste Ouverleaux (Aat, 1 maart 1853 - 14 juni 1930) was een Belgisch volksvertegenwoordiger en burgemeester.

## Levensloop
Overleaux was van 1887 tot 1893 bibliothecaris en archivaris van Aat. Hij verliet de ambtenarij om zich in de politiek te begeven. In 1895 werd hij gemeenteraadslid van Aat en van 1902 tot 1926 was hij er burgemeester.
In 1898 werd hij verkozen tot liberaal volksvertegenwoordiger, eerst voor het arrondissement Aat (1898-1900) en daarna voor het arrondissement Doornik-Aat (1900-1912).